# 田中壮太郎
田中 壮太郎（たなか そうたろう、1970年6月23日 - ）は、日本の俳優である。東京都出身。身長169cm、血液型はA型。
父親は空手家の田中昌彦（日本空手協会八段・ (前）副首席師範・（現）技術局顧問IAKF世界大会の第1回と第2回の優勝者）。

## 出演

### 映画
- アカシアの町 （2000年1月10日） - 岡本慎二 役
- 郡上一揆 （2000年9月21日） - 藤次郎 役
- 伊能忠敬－子午線の夢－ （2001年11月17日） - 伊能忠敬の長男・景敬 役
- おとうと （2010年1月30日）
- 京都太秦物語 （2010年5月22日） - 榎大地 役
- 希望の国 （2012年10月20日） - トークイベントのゲスト 役
- 東京家族 （2013年1月19日）
- JUDGE / ジャッジ （2013年11月8日） - イヌ 役
- ソロモンの偽証 前篇・事件 / 後篇・裁判 （2015年3月7日・4月11日、松竹 ） - 茂木悦男 役
- 超高速!参勤交代 リターンズ （2016年9月10日、松竹)  - 多次郎 役
- 殺さない彼と死なない彼女 （2019年） - 田中先生 役
- 8時15分 ヒロシマ 父から娘へ (2021年7月31日) - 美甘進示(回想モノローグ)
- 恋は光 （2022年6月17日、ハピネットファントム・スタジオ / KADOKAWA ） - 画廊店員 役
- 蔵のある街（2025年8月公開予定）[2][3]

### テレビドラマ
- 櫂 （1999年5月、NHK）
- 大河ドラマ 功名が辻 （2006年、NHK） - 伝令 役
- 冤罪IV （2003年6月、TBS） - 宇津木馨 役
- フリーター、家を買う。 （2010年10月 - 12月、フジテレビ） - 岡野忠志 役
- 相棒 （テレビ朝日）
  - season10 第12話「つきすぎている女」（2012年1月18日） - 間宮フーズ 社長・間宮清彦 役
  - season14 第11話「共演者」（2016年1月13日） - キャピタル法律事務所の弁護士・岡田弘志 役
  - season23（2025年） - 加賀正信 役
- ストロベリーナイト 第9・10話（2012年3月、フジテレビ） - 沢井雄司 役
- 魔性の群像 刑事・森崎慎平 （2013年7月、TBS） - 前原久夫 役
- 連続ドラマW トクソウ （2014年5月 - 6月、WOWOW ） - 道上文雄 (特捜部主任検事)役
- 水戸黄門 第1シリーズ 第4話「悪を糺した弥治郎こけし -白石-」（2017年、C.A.L / BS-TBS ） - 夏川太十郎
- しもべえ 第8話（2022年3月25日） - 藤島 役

### 舞台

#### 俳優座公演
2012年
- 『かもめ』（俳優座5階稽古場）演出：眞鍋卓嗣

2011年
- 『制服』（俳優座稽古場）演出：眞鍋卓嗣

2009年
- 『犬目線／握り締めて』（俳優座稽古場）演出：眞鍋卓嗣

2007年
- 『豚と真珠湾』（俳優座劇場）演出： 佐藤信

2006年
- 『野火』演出：鐘下辰男

2004年
- 『僕の東京日記』作：永井愛
- 『蒼ざめた馬』（俳優座稽古場）

2003年
- 『三人姉妹』
- 『しまいこんでいた歌』作： 山田太一

2002・2001年
- 『坊っちゃん』原作：夏目漱石

2001年
- 『僕の東京日記』作：永井愛

1999年
- 『かもめ』
- 『伊能忠敬物語』
- 『ロボット』

1998年
- 『ロミオとジュリエット』
- 『Six Degrees of Separation〜あなたまでの6人』
- 再演『黄金色の夕暮』作：山田太一

1997年
- 『村岡伊平治伝』

1996年
- 『おふくろ』

#### 外部出演
2025年
- ティーファクトリー『ロンリー・アイランド』（下北沢ザ・スズナリ）[4]

2013年
- 座・高円寺『リア』（座・高円寺）

2012年
- 砂地『RUR』（上野ストアハウス）
- 俳優座劇場プロデュース『東京原子核クラブ』（地方）演出：宮田慶子

2010年
- トム・プロジェクト『百枚めの写真』（紀伊國屋ホール）
- シーエイティプロデュース『今は亡きヘンリー・モス」』（赤坂レッドシアター）
- ナノスクエア『モスリラ』（神楽坂die pratze）
- 俳優座劇場プロデュース『東京原子核クラブ』（地方）演出：宮田慶子
- 演劇集団砂地『パンドラ』（d倉庫）

2009年
- 俳優座劇場プロデュース『東京原子核クラブ』（地方）演出：宮田慶子
- せたがや文化財団『日本語を読む・ふたりの女』（シアタートラム）演出：長谷川寧
- ツツガムシ『ヤコブ・クラヴィエツキ』（スペース雑遊）

2008年
- 俳優座劇場プロデュース『東京原子核クラブ』（俳優座劇場、地方）演出：宮田慶子
- 演劇集団砂地 あわれ彼女は娼婦 （神楽坂die pratze）
- 足立コミュニティーアーツ『肝っ玉おっ母とその子どもたち』（シアター1010）演出：西川信廣

2007年
- 地人会『ビルマの竪琴』演出：木村光一

2006年
- 俳優座劇場プロデュース『東京原子核クラブ』（俳優座劇場）演出：宮田慶子
- 地人会『流星に捧げる』演出：木村光一
  - こまつ座『小林一茶』演出：木村光一
  - 地人会『浅草・花岡写真館』演出：木村光一
  - 地人会『世紀末のカーニバル』演出：木村光一
  - THEガジラ『POPCORN NAVY－鹿屋の四人－』

### アテレコ
- プロビデンス2
- ホームブロアー
- コナン・ドイルの事件簿
- 鋼鉄の猟犬9

### アニメ
- 薬師寺涼子の怪奇事件簿